# Ixmatlahuacan
Ixmatlahuacan är en kommun i Mexiko.   Den ligger i delstaten Veracruz, i den sydöstra delen av landet, 400 km öster om huvudstaden Mexico City.
Följande samhällen finns i Ixmatlahuacan:
- Chicalpextle
- Pachuca
- Las Cuatas
- Chalpa
- Charco de la Peña